# JTB (기업)
주식회사 제이티비(일본어: 株式会社ジェイティービー, JTB Corporation)은 일본 여행사에서 제이티비 그룹을 총괄하는 지주 회사이다. 본사는 도쿄도 시나가와구에 있다.

## 개요
1963년 재단법인 일본교통공사의 상업 부문을 분할·민영화하여 주식회사 일본교통공사로 창업했다. 현 회사명인 제이티비는 Japan Tourist Bureau의 머리 글자이다. 여행 업계에서는 일본 최대, 세계 유수의 사업 규모를 가진 기업이다. 한국은 2007년 롯데그룹에 의해 들어왔다.

## 주주
- 공익 재단법인 일본교통공사
- 동일본 여객철도
- 도카이 여객철도
- JTB 협정 여관 호텔 연맹
- JTB 직원 지주회사
- 미쓰비시 도쿄 UFJ 은행
- 미즈호 은행
- 사단 법인 일본 호텔 협회
- 미쓰이 스미토모 은행
- 일본 항공
- 큐슈 여객철도
- 서일본 여객철도
- 홋카이도 여객철도
- 전일본공수
- 상선 미쓰이
- 시코쿠 여객철도
- JTB 임원 지주회사

대주주에 의한 주식 보유 비율이 높기 때문에 도쿄 증권 거래소 비상장이다.